# Hayley Atwell
Hayley Elizabeth Atwell (Londres, Anglaterra, 5 d'abril de 1982) és una actriu anglesa de cinema i televisió.

## Biografia
Filla d'una experta en discursos de motivació i un massatgista, fotògraf i xaman, del que va rebre la seva herència nadiua americana, continua soltera però manté una relació des de fa temps amb el músic Evan Jones. Anteriorment havia mantingut una relació amb Stephen Merchant. Amb només nou anys i després de veure com bullien una llagosta viva, va decidir fer-se vegetariana.

## Debut professional
La seva primera feina fou en una tragèdia grega, i des de llavors no ha deixat de treballar. Creu que ha estat extraordinàriament afortunada. Li varen demanar que deixés el seu paper a Briedeshead Revisited i quan la seva companya de repartiment Emma Thompson se n'assabentà va amenaçar de deixar la pel·lícula si no retiraven la petició. Des de llavors són grans amigues.
Després d'acabar els estudis en l'institut estudià en la Guildhall School of Music and Drama, en la qual es graduà el 2005. Un any després va debutar a la TV amb la mini-sèrie The Line of Beauty, després de rodar una tv-movie l'any anterior. El 2007 va debutar al cinema a les ordres de Woody Allen a la pel·lícula Cassandra's Dream.

## Personatges
Molt lligada a la TV des dels inicis de la seva carrera fins a la recent sèrie Agent Carter, on dona vida a Peggy Carter, el personatge que hom ja coneix de les pel·lícules Marvel Comics. Fou Lucy en el remake de The Prisioner, Aliena en The Pillars of the Earth, Consuelo Jiménez a Falcón i Denise Woods a Life of Crime.

## Filmografia bàsica
- 2006: The Line of Beauty
- 2007: El somni de Cassandra (Cassandra's Dream)
- 2008: Retorn a Brideshead (Brideshead Revisited)
- 2008: The Duchess
- 2009: The Prisioner
- 2010: The Pillars of the Earth (minisèrie de televisió)
- 2011: Captain America: The First Avenger
- 2012: The Sweenay
- 2012: Falcón (sèrie de televisió)
- 2013: Life of Crime
- 2013: Agent Carter (curtmetratge)
- 2015: Cinderella
- 2015: Avengers: Age of Ultron
- 2016: The Complete Walk: Cymbeline (curtmetratge)
- 2018: Christopher Robin
- 2019: Blinded by the Light
- 2019: Avengers: Endgame
- 2021: Peter Rabbit 2: The Runaway (veu)
- 2021: Doctor Strange in the Multiverse of Madness
- 2023: Mission: Impossible – Dead Reckoning Part One
- 2024: Mission: Impossible – Dead Reckoning Part Two (en filmació)
- 2024: Tomb Raider: The Legend of Lara Croft

## Premis i nominacions
Nominacions
- 2011: Globus d'Or a la millor actriu en mini-sèrie o telefilm per la seva interpretació del paper d'Aliena a l'adaptació a la televisió de l'obra Els pilars de la terra.